# Štúrovo
Štúrovo (ungarès Párkány, alemany Gockern) és una ciutat termal d'Eslovàquia, de la regió de Nitra. Es troba a la confluència del Danubi i del Hron, just davant de la ciutat hongaresa d'Esztergom a l'altra riba. El 2020 tenia 10.112 habitants. Segons el batlle Eugen Szabó (2015) «la ciutat és famosa per la seva tolerància. Al llarg dels segles persones de diferents nacionalitats i religions hi han conviscut en pacífica harmonia.»

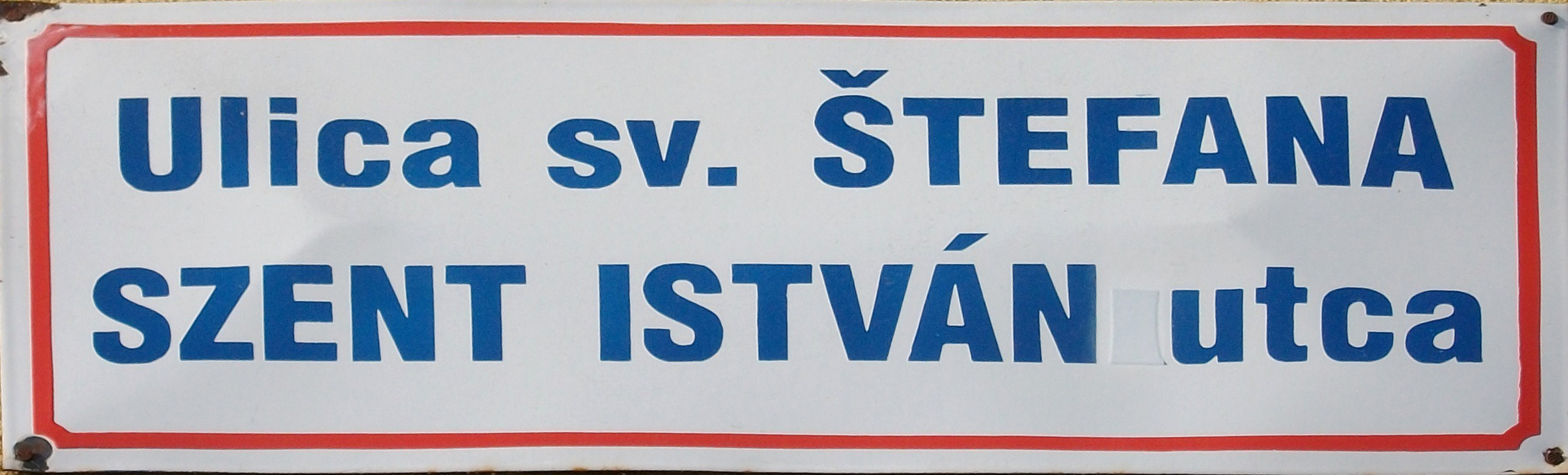
Rètol bilingüe del carrer de Sant Esteve (en eslovac i hongarès)

Abans del Tractat del Trianon (1920) la vila pertanyia al Regne d'Hongria, i s'anomenava Párkány. Després, fins al 1948, la vila es coneixia amb el nom de Parkan en eslovac. Després de la Segona Guerra Mundial va rebre el nom actual en honor del poeta i líder nacional Ľudovít Štúr (1815-1856). La ciutat és bilingué eslòvac-hongarès.

## Demografia
| Godina             | 1994   | 2004    | 2014   | 2024    |
| ------------------ | ------ | ------- | ------ | ------- |
| Nombre de persones | 13.512 | 11.290  | 10.568 | 9322    |
| Diferència         |        | −16,44% | −6,39% | −11,79% |

| Godina             | 2023 | 2024   |
| ------------------ | ---- | ------ |
| Nombre de persones | 9361 | 9322   |
| Diferència         |      | −0,41% |

## Economia
L'empresa manresana Foneria Condals hi va crear una filial, la foneria SKC el 2005, que al principi empleava setanta persones. El 2018 ja ocupava 180 persones i s'hi van començar les obres per una nova extensió.

## Llocs d'interès

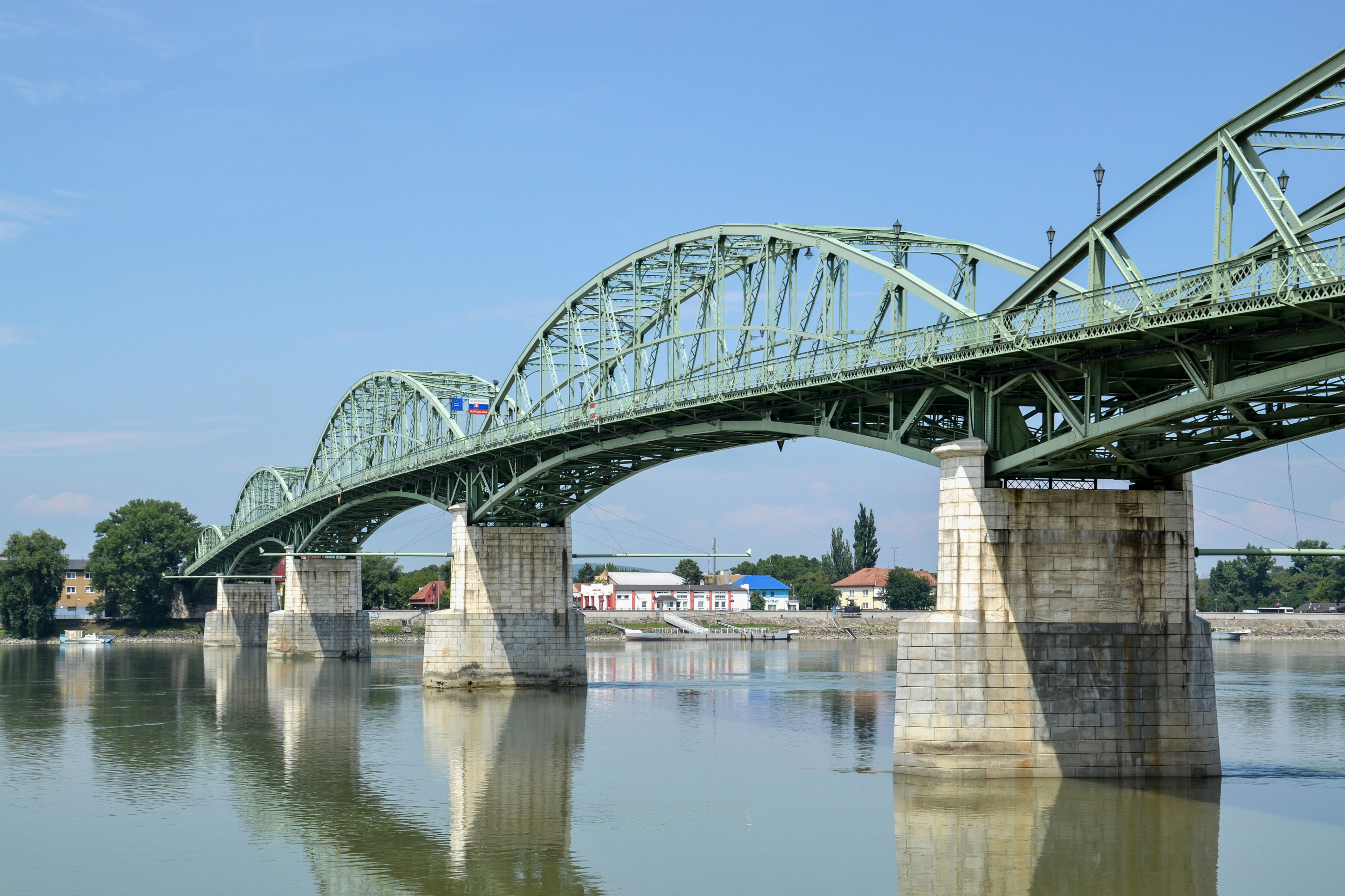
Pont Maria Valèria

- El pont fronterer «Maria Valèria» del 1895. Va ser destruït dues vegades el 1919 i el desembre 1944 a la darreria de la Segona Guerra Mundial. Durant l'era comunista, divergències entre Hongria i l'aleshores Txecoscloàquia en van entrebancar la reconstrucció. Finalment, en integrar la Unió Europea, ambdós estats van acordar-se i l'11 d'octubre de 2001 el pont nou es va estrenar.[5][6]

## Ciutats agermanades[7]
- Baraolt, Romania
- Bruntál, República Txeca
- Castellarano, Itàlia
- Kłobuck, Polònia
- Vojvodina, Sèrbia
- Esztergom, Hongria